# Étienne Geoffroy Saint-Hilaire
Étienne Geoffroy Saint-Hilaire (Étampes, 15 de abril de 1772-París, 19 de junio de 1844) fue un naturalista francés.

## Biografía académica
De padre abogado en el parlamento de París, el joven Geoffroy Saint-Hilaire se dedica en principio a la carrera eclesiástica y continúa sus estudios en el Colegio de Navarra de París. Allí frecuenta a varios científicos de la época: René Just Haüy, Antoine Lavoisier y Claude Louis Berthollet, y sigue los cursos de Louis Jean-Marie Daubenton en el Collège de France, Antoine-François de Fourcroy en el Jardín Real y René Just Haüy, creador de la Cristalografía.
En marzo de 1793, Louis Jean-Marie Daubenton, gracias a la intervención de Bernardin de Saint-Pierre, le ofrece un puesto de asistente en el gabinete de Historia Natural, vacante tras la dimisión de Bernard Lacépède.
En junio de 1793 Geoffroy se convierte en uno de los doce profesores del Museo Nacional de Historia Natural, ocupando la cátedra de zoología. El mismo año, se ocupa de la constitución de la dirección del Museo.
Colabora en la revista La Decade philosophique.
En 1794 entabla una correspondencia con Georges Cuvier. Juntos firmarán varias memorias de historia natural. Una de ellas presenta la clasificación de mamíferos construida a partir de la idea de la subordinación de caracteres, fundamento del sistema de clasificación de Cuvier.
En la Historia de los Makis o monos de Madagascar, escrita en 1795, Geoffroy expresa por vez primera sus puntos de vista sobre la unidad del plan de organización de los seres vivos, concepción constantemente reivindicada en sus obras posteriores.
En 1798 Geoffroy es elegido para participar en la gran expedición científica que acompañará a Napoleón en Egipto. Entra al Instituto de Egipto el 20 de agosto de 1798, donde presentará varios artículos que serán publicados posteriormente en la Description de l’Egypte. Durante este viaje, recopila numerosas observaciones zoológicas, especialmente sobre reptiles y peces.
En septiembre de 1804 es elegido miembro de la Academia de las Ciencias. En marzo del año siguiente, Napoleón, que ya le había recompensado con la Cruz de la Legión de Honor, le elige para visitar los museos de Portugal con el fin de procurarse las colecciones de animales de Brasil.
En 1809, año de su vuelta a Francia, es nombrado profesor de zoología en la Facultad de Ciencias de París, dedicándose completamente a los estudios anatómicos.
En 1818 publica la primera parte de su célebre Filosofía anatómica; la segunda será publicada en 1822. En la Historia natural de los mamíferos, de 1819, postula que los órganos conservan siempre las mismas relaciones entre ellos, pero también que no se crea ningún órgano nuevo y que cuando un órgano se desarrolla se hace en detrimento de otro.
En 1830 Geoffroy intenta aplicar su método a los invertebrados. Para Geoffroy, todos los animales están compuestos por los mismos elementos, en un número igual y con las mismas conexiones, incluso si difieren en forma.
Sus ideas en cuanto a la evolución son próximas a las de Lamarck, lo que le lleva a enfrentarse con Cuvier, resueltamente fijista, ante la Academia de las Ciencias. En busca de argumentos, estudia la teratología, el estudio de anomalías en el desarrollo embrionario. En este sentido, define la noción de homología, estableciendo un puente entre la embriología y la anatomía comparada.
En julio de 1840 Geoffroy se vuelve ciego y meses más tarde sufre un ataque que lo deja paralizado, lo que le obliga a dimitir de su cátedra en el Museo en 1841, sucediéndole su hijo Isidore Geoffroy Saint-Hilaire (1805-1861).

## Obra

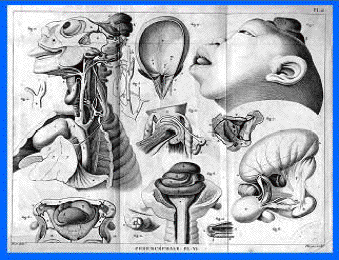
Podencéfalo. Dibujo de una teratología de Étienne Geoffroy Saint-Hilaire en su Philosophie Anatomique (1822), tomo II, plancha VI.

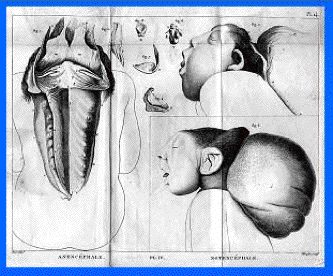
Anencéfalo y notencéfalo.

La unidad del plan de organización de los animales es la idea que articula toda su obra. En relación con ella desarrolla su teoría de los análogos y el principio de las conexiones. Según la teoría de los análogos, existe una correspondencia entre los órganos de todas las especies, mientras que el principio de las conexiones es el que permite localizar tales correspondencias. Así, los órganos pueden encontrarse hipertrofiados, atrofiados e incluso haber desaparecido, pero el modelo común se mantiene. Tal modelo común, por otro lado, es construido en virtud de consideraciones exclusivamente morfológicas. La reducción de todos los planes corporales a un solo tipo provocó una polémica de gran alcance internacional entre Saint Hilaire y Georges Cuvier.

### Algunas publicaciones
- 1800. Exposition d’un plan d’experiènces

- 1807. Loi de balancement

- 1818. Philosophie anatomique

- 1820–1842. Histoire naturelle des mammifères. 7 volúmenes

- 1829. Cours de l'histoire naturelle des Mammifères

- 1829. Fragments sur la Nature, Courtint-Encyclopédie moderne

- 1830. Principes de philosophie zoologique

### El debate de 1830
En 1830 dos jóvenes naturalistas, Meyranx y Laurencet, presentaron ante la Academia de las Ciencias una memoria en la que vinculaban a un cefalópodo y un vertebrado plegando este último hacia atrás, al nivel del ombligo. Argumentaban que en esta posición los vertebrados tenían todos sus órganos en el mismo orden que los cefalópodos.
En un artículo leído a la Academia de las Ciencias en febrero de 1830, Cuvier presentó diagramas de los órganos internos de cefalópodos y vertebrados plegados hacia atrás en la manera indicada por Meyranx y Laurencet, mostrando cómo la ordenación de los principales órganos era diferente y que el parecido habría sido mucho mayor si el plegado se hubiera realizado en la dirección contraria, caso en el que la ordenación tampoco habría sido la misma. Este fue el comienzo de la controversia. Partiendo de su principio de la unidad del plan y composición, Geoffroy alegó todas sus teorías sobre la homología entre el esqueleto de los peces y el de los vertebrados superiores.
El célebre debate entre Geoffroy y Cuvier se desarrolló oficialmente en forma de comunicaciones y discusiones públicas en la Academia de las Ciencias hasta abril de 1830, pero también, de modo no oficial, en revistas e incluso en la prensa diaria. La polémica, que ilustra el apogeo de la anatomía comparada como disciplina central en el conjunto de las ciencias naturales, se concluyó abruptamente con la inesperada muerte de Cuvier en 1832.

## Legado
La genética molecular ha confirmado una de las hipótesis más arriesgadas de Saint-Hilaire: la identidad (por inversión) de los planes corporales de vertebrados y artrópodos. En 1996 Robertis y Sasai descubrieron que el eje dorso-ventral de vertebrados y artrópodos está determinado por genes homólogos cuyo patrón de expresión se encuentra invertido en ambos grupos.

## Honores
Epónimos
- (Curculionidae) Eupholus geoffroyi Guérin-Méneville (1831)

## Abreviatura (zoología)
La abreviatura É.Geoffroy  se emplea para indicar a Étienne Geoffroy Saint-Hilaire como autoridad en la descripción y taxonomía en zoología.

## Traducciones
- 2009, Principios de filosofía zoológica, Editorial Cactus. Traducción Pablo Ires.